# Саланф
Саланф (фр. Lac de Salanfe) — горное водохранилище, расположенное на высоте 1925 метров над уровнем моря, в кантоне Вале в Швейцарии, в муниципалитете Эвьонна. Водохранилище образует плотина высотой в 52 метра, строительство которой продолжалось с 1947 по 1950 год.

## География
Через это водохранилище проходят различные горные туристические маршруты. На берегу водоёма расположено убежище для горных туристов .
Примерно в полутора часах ходьбы от водохранилище на высоте 1393 метра над уровнем моря расположен кемпинг.